# Bosnyák tér
A Bosnyák tér Budapest XIV. kerületében található. A téren áll a Páduai Szent Antalról elnevezett, ifj. Rimanóczy Gyula által tervezett római katolikus templom, a Bosnyák téri vásárcsarnok és a Kartográfia épülete. A téren keresztezi egymást a Nagy Lajos király útja és a Thököly út–Csömöri út tengelye, emiatt forgalmas közlekedési csomópont a belváros, az Örs vezér tere, az M3-as autópálya és Újpalota lakótömbjei között. Jelentőségét mutatja, hogy a jövőben idáig tervezik meghosszabbítani a 4-es metrót. A Nagy Lajos király útja túloldalán találhatjuk a zuglói remízt, de a térhez tartozik a Zuglói Sport és Szabadidő központ, a Zuglói Ifjúsági Park, annak elbontott edzőpályája, uszodája és a volt 44-es villamos végállomásához  tartozó forduló területe.

## Fekvése
Zugló középső, forgalmas részén található, részint társasházas, részint családi házas környezetben. A Thököly út 178/a, Nagy Lajos király útja 158., Bosnyák utca 30., Lőcsei út 38. által határolt terület. Irányítószáma: 1149.

## Története
Nevét 1901-ben kapta. Ferenc József Bosznia okkupációja majd annektálása után a Budai Királyi Palota testőrségébe bosnyák katonákat soroztatott be, akiknek gyakorlóteréül a mai Bosnyák tér helyén lévő területet jelölték ki, innen az elnevezés.
A zuglói forgalmi telepet 1899-ben hozta létre a BKVT a Bosnyák téren. A 4383 négyzetméteres nagy kocsiszínt 1907-ben építették. 1910 után készült el az 1584 négyzetméteres kis kocsiszín és ezt követően a térre néző kétemeletes kezelőépület. A villamosvégállomás 1956 áprilisától került át a térről a Rákos-patakhoz. Addig a villamosok a forgalmi telepen áthaladó hurokvágányon tudtak visszafordulni a Thököly útra.
A Bosnyák téri piacot 1911. június 19-én nyitották meg. 1962-ben adták át a vásárcsarnokot. A nagybani piac 1965 nyarán költözött át a Hámán Kató térről a Bosnyák utcába és 1991-ig működött itt. Azóta a Bosnyák térhez közeli részén hetente kétszer tart vásárokat a XIV. kerületi önkormányzat.
A piac melletti sporttelep 1960-ban készült el. A Bosnyák tér 5.-ben az irodaház építését 1969-ben fejezték be. Ide költözött a Földmérési Intézet, a Budapesti Geodéziai és Térképészeti Vállalat és a Kartográfiai Vállalat.
1983-ban itt forgatták Mihályfy Sándor rendező A piac című tévéfilmjének külső felvételeit.

## Megközelítés budapesti tömegközlekedéssel
- Busz:  7, 7E, 8E, 32, 108E, 110, 112, 124, 125, 125B, 133E, 277
- Villamos:  3, 62, 62A
- Éjszakai autóbuszjárat:  907, 907A, 979